# Lucio Luzzatto
Lucio Luzzatto (Gênova, 28 de setembro de 1936) é um médico italiano.
Recebeu a Medalha de Ouro Pio XI de 1976.